# Фронтера (Санта-Фе)
Фронтера (исп. Frontera) — город и муниципалитет в департаменте Кастельянос провинции Санта-Фе (Аргентина).

## История
Основан в 1891 году. Его название означает «граница» и связано с тем, что он находится прямо на границе с провинцией Кордова, переходя в кордовский город Сан-Франсиско.